# Julien Lootens

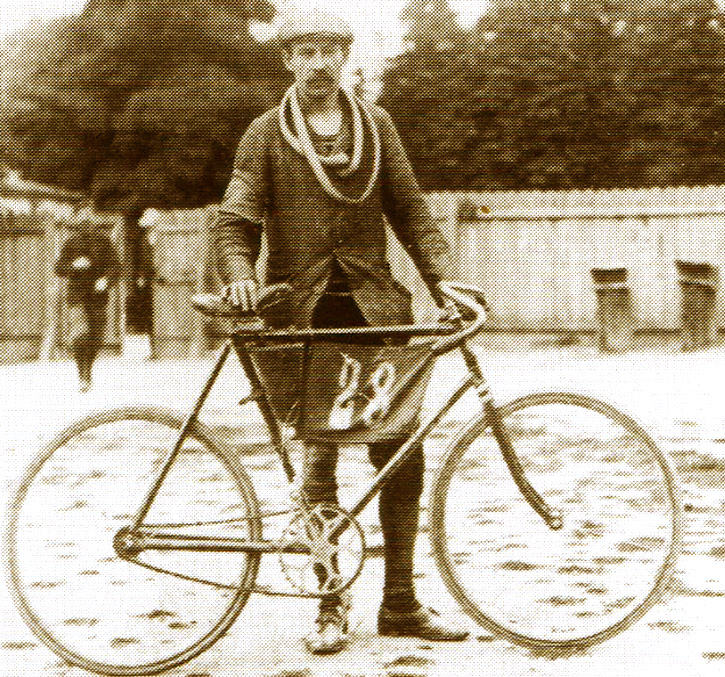
Julien Lootens 1903

Julien Lootens (* 2. August 1876 in Wevelgem; † 5. August 1942 in Brüssel) war ein belgischer Radrennfahrer. Er war Profi von 1901 bis 1913 und 1921. Sein Spitzname war „Samson“.

## Erfolge
- 7. der Tour de France 1903
  - 18. 1. Etappe
  - 03. 3. Etappe
  - 12. 5. Etappe
  - 03. 6. Etappe
- 2. belgische Straßenmeisterschaften, Elite, Belgien 1903
- 20. Tour de France 1905
- 3. belgische Bahnradmeisterschaften, Sprint, Elite, Belgien 1906

## Teams
| 1903 | Brennabor              |
| 1904 | Cycles JC              |
| 1905 | JC Cycles              |
| 1906 | Samson Cycles          |
| 1911 | Alcyon - Dunlop        |
| 1913 | La Française - Diamant |